# Кунисаки
Кунисаки (яп. 国東市 Кунисаки-си) — город в Японии, находящийся в префектуре Оита. Площадь города составляет 317,84 км², население — 29 674 человека (1 августа 2014), плотность населения — 93,36 чел./км².

## Географическое положение
Город расположен на острове Кюсю в префектуре Оита региона Кюсю. С ним граничат города Бунготакада, Кицуки и село Химесима.

## Население
Население города составляет 29 674 человека (1 августа 2014), а плотность — 93,36 чел./км². Изменение численности населения с 1980 по 2005 годы:
| 1980 | 40 504 чел. |  |
| 1985 | 39 784 чел. |  |
| 1990 | 37 771 чел. |  |
| 1995 | 36 253 чел. |  |
| 2000 | 35 425 чел. |  |
| 2005 | 34 206 чел. |  |

## Символика
Деревом города считается камфорное дерево, цветком — ботва, птицей — Phasianus versicolor.